# Avenue du Maréchal-de-Lattre-de-Tassigny (Charenton-le-Pont et Saint-Maurice)
Pour les articles homonymes, voir Avenue du Maréchal-de-Lattre-de-Tassigny.
L'avenue du Maréchal-de-Lattre-de-Tassigny est une voie qui marque la limite entre Charenton-le-Pont et Saint-Maurice, en France. Elle suit la tracé de la route départementale 6.

## Situation et accès

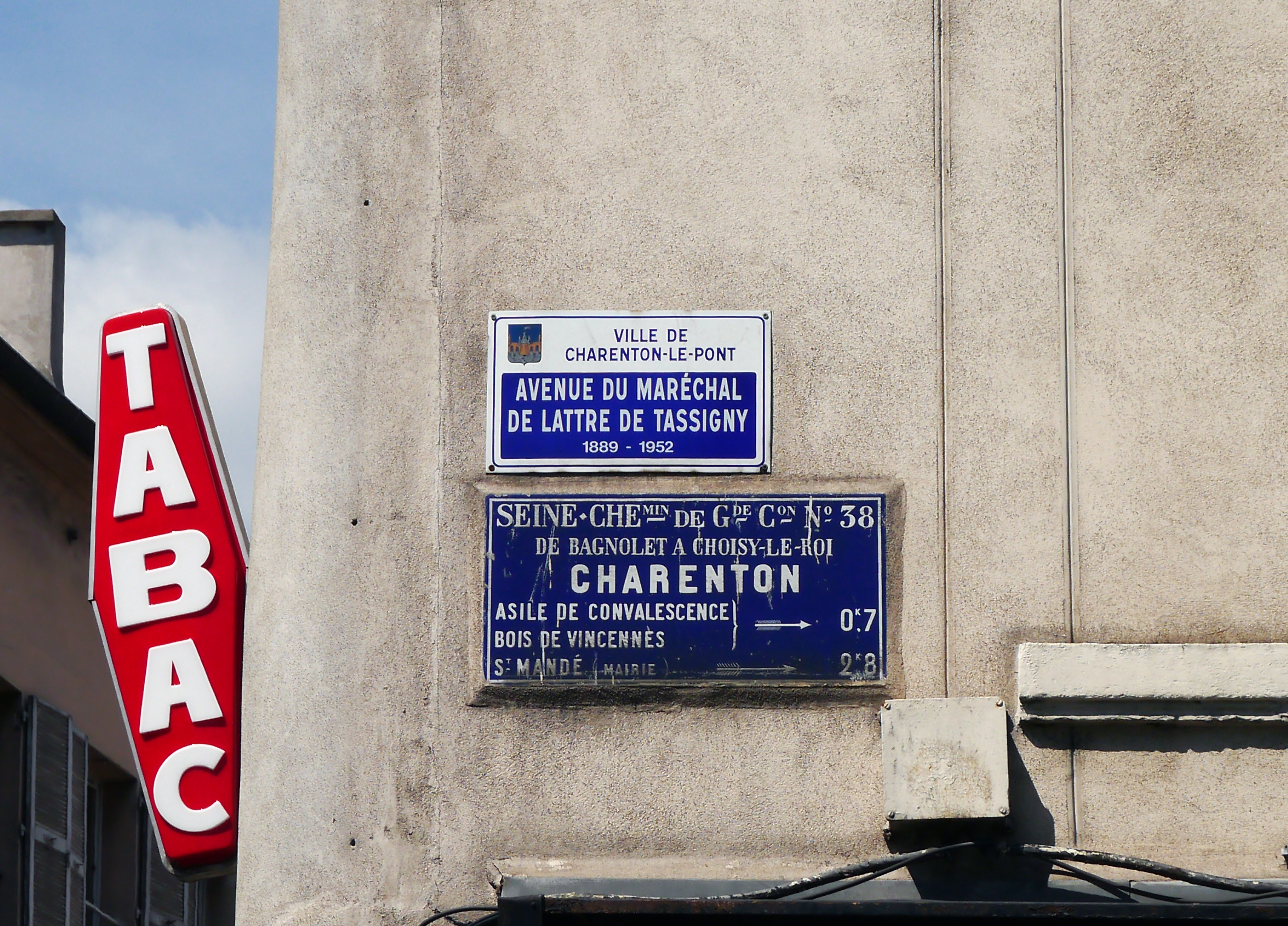
Avenue du Maréchal-de-Lattre-de-Tassigny - plaque de cocher.

Cette avenue orientée du nord au sud commence son tracé à la lisière du bois de Vincennes, dans le prolongement de l'avenue de Saint-Maurice.
Elle traverse tout d'abord le quartier de Conflans, marquant notamment le début de la rue de la République puis celui de la rue Gabriel-Péri. Elle passe ensuite le croisement du quai des Carrières et du quai de la République, puis franchit l'autoroute de l'Est, avant de se terminer vers la Seine par la rue du Pont, d'une longueur de soixante-quinze-mètres, à l'angle de la rue de Paris et dans l'axe du pont de Charenton.

## Origine du nom

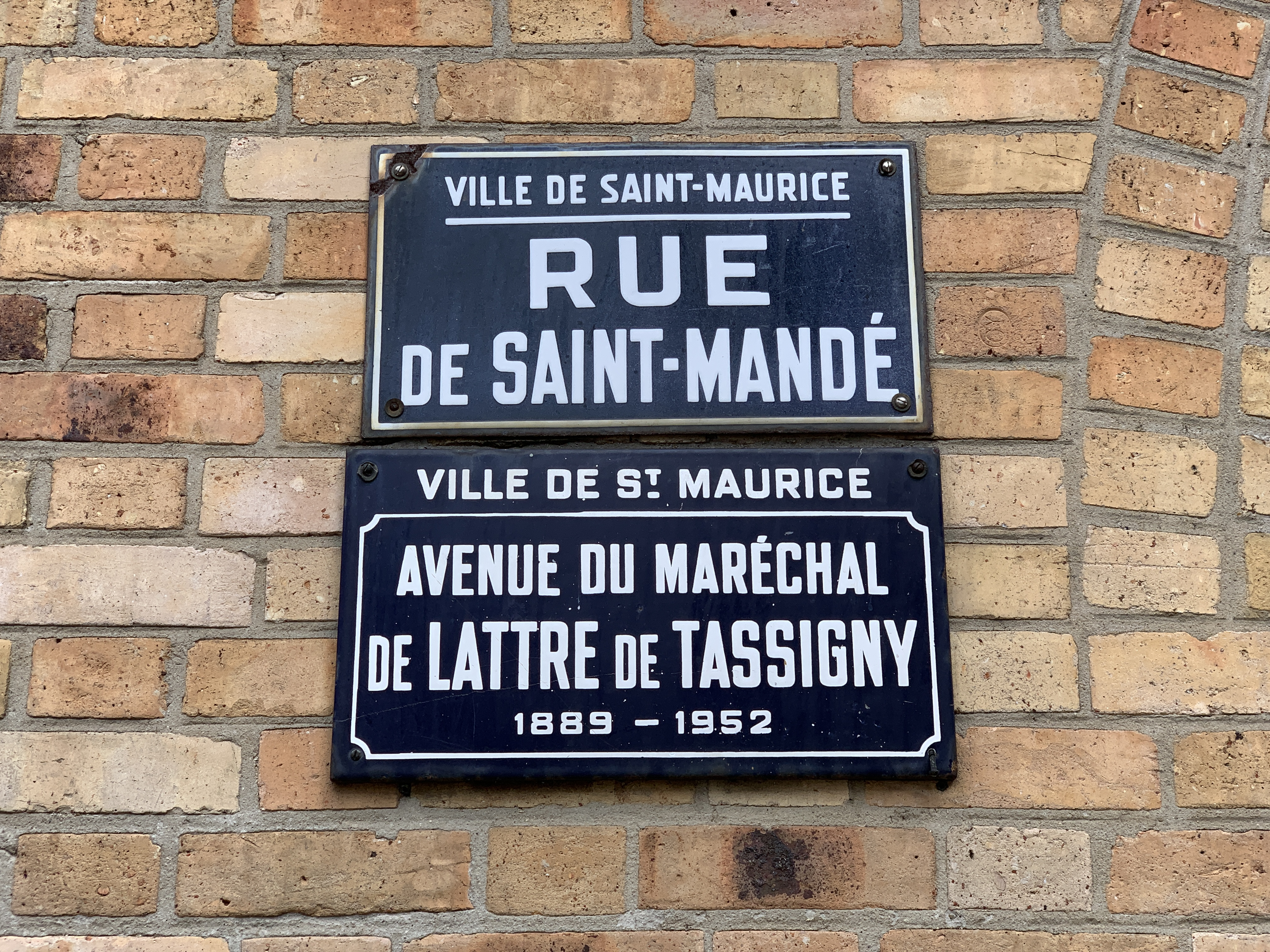
Plaques rue de Saint-Mandé et avenue du Maréchal-de-Lattre-de-Tassigny, mai 2020.

Cette voie de circulation porte le nom du maréchal de France Jean de Lattre de Tassigny (1889-1952).

## Historique

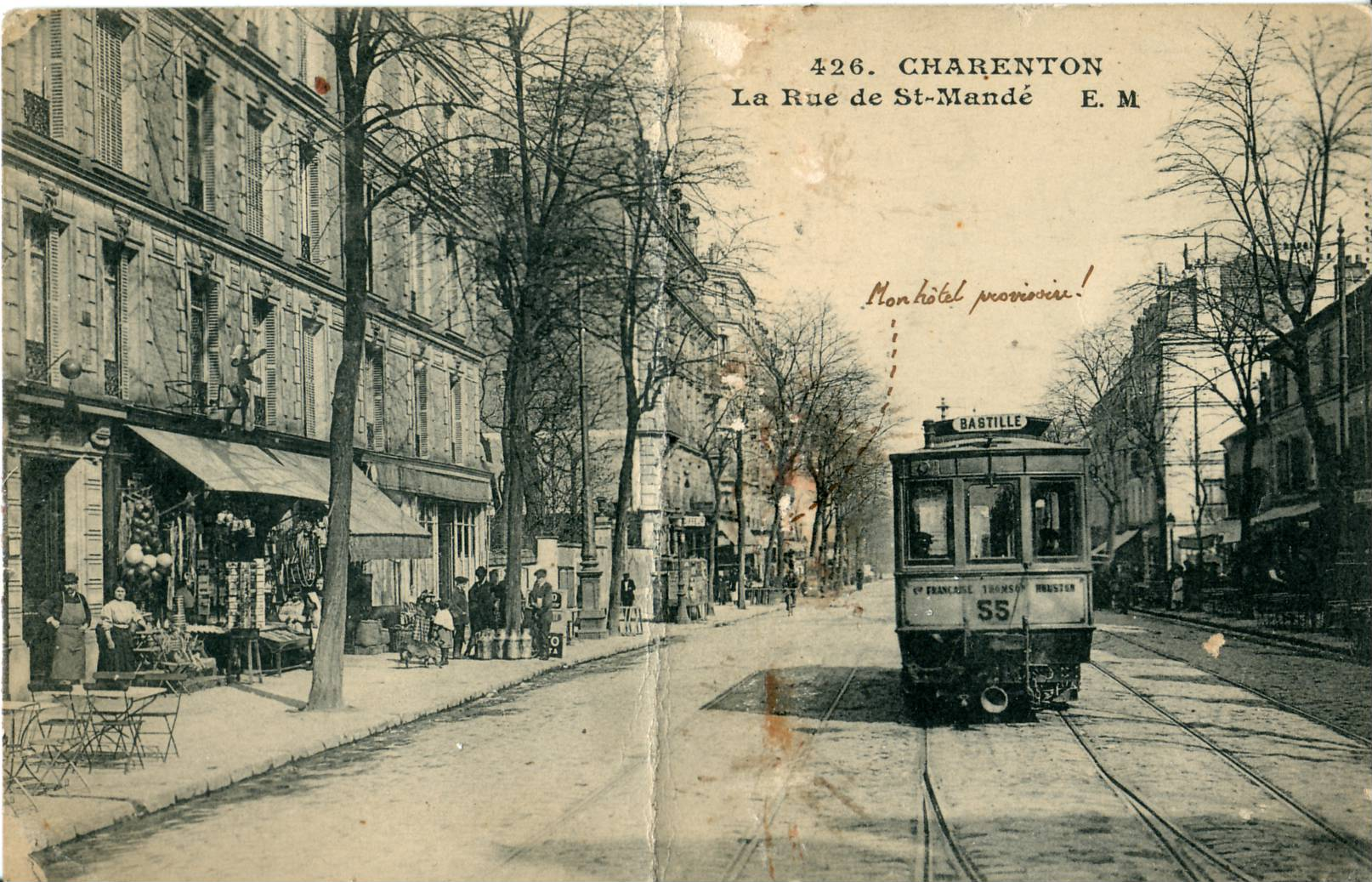
CHARENTON - La rue de St-Mandé.

Cette route était l'ancien chemin qui menait au pont de Charenton, d'origine romaine, et qui était fortifié jusque sous le règne de Henri IV.
En 1308, l'église Saint-Merri possédait quatre arpents de terre, au-dessus du pont de Charenton, vers le bois de Vincennes, au chemin de Saint-Mandé, devant la petite montagne que l'on appelle Tour Bruneeut. L'endroit était donc habité, au XIVe siècle, depuis déjà longtemps, et cette tour représentait peut-être une fortification du bourg du pont de Charenton.
Cette avenue s'appela par la suite rue de Saint-Mandé. À la fin du XIXe siècle se tenait un bureau d'octroi à l'angle de la rue de Gravelle.

## Édifices remarquables
- Elle fait partie de la série photographique 6 mètres avant Paris, réalisée en 1971[5].
- Au no 29, un immeuble recensé à l'Inventaire général du patrimoine culturel[6].